# Gafarró frontvermell

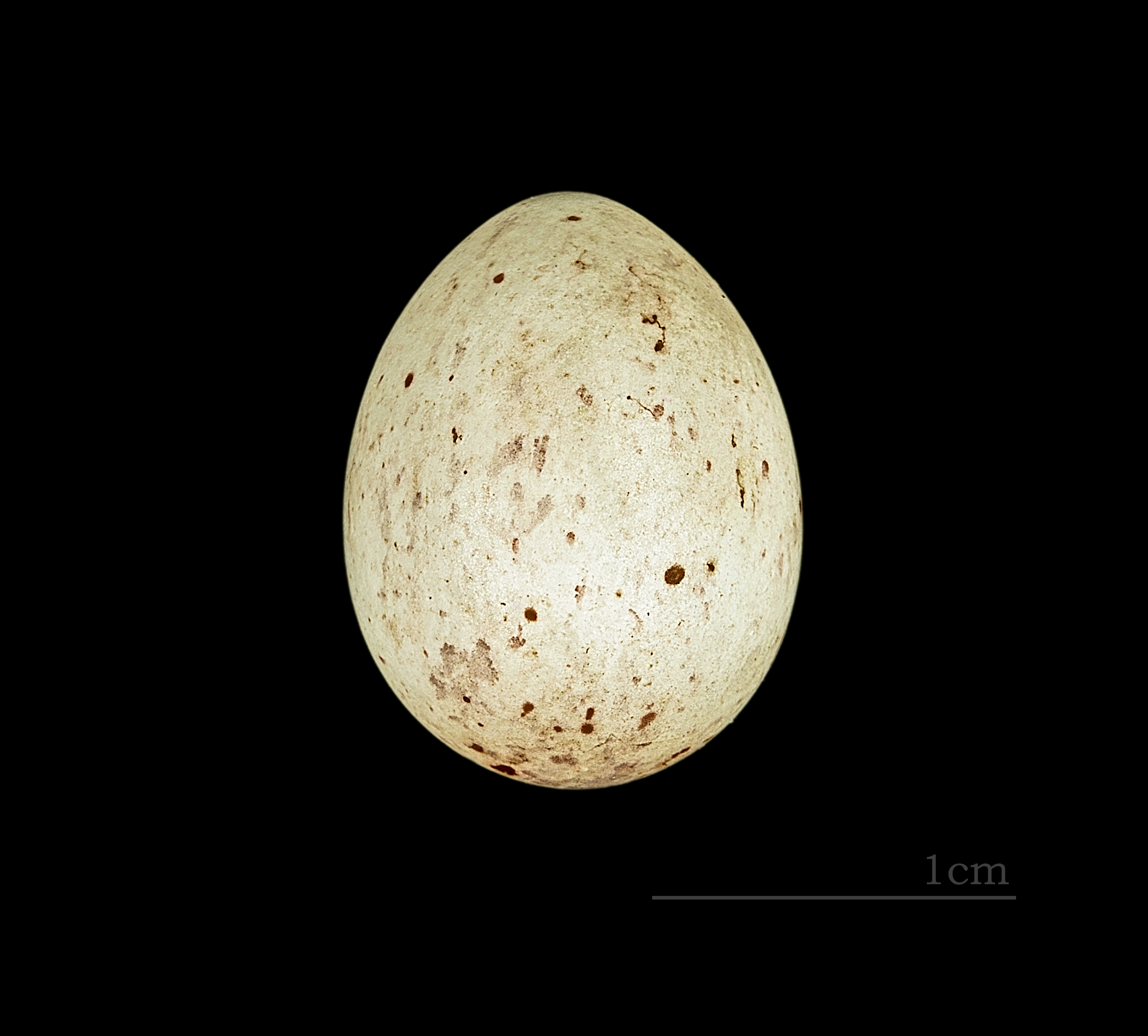
Serinus pusillus

El gafarró frontvermell o gafarró de front vermell (Serinus pusillus) és una espècie d'ocell de la família dels fringíl·lids (Fringillidae) que habita boscos i matolls a les muntanyes i vessants rocosos d'Àsia, des de Turquia, i l'Iran, cap a l'est fins al nord-oest de l'Índia, sud-oest del Tibet i oest de la Xina.